# 81式自动步枪
81式自動步槍是中國人民解放軍曾經裝備的一種自動步槍，发射7.62×39毫米苏联口徑中間型威力步枪子彈。

## 歷史
81式在中國人民解放军当时的历史条件下是应对中越战爭的需求而产生的。
81式最初的定位是“应急”或“临时性”的产品，作为将来装备小口径突击步枪前的过渡性枪型装备部队。
但由于小口径突击步枪研制进度拖后，导致81式在解放军中的实际装备时间长达20~30年。

## 設計
81式主要是基於56-2式自动步枪（中華人民共和國仿製的AKM自动步枪）结合56式半自动步枪（中国版SKS半自动卡宾枪）的部分结构设计改進而成。

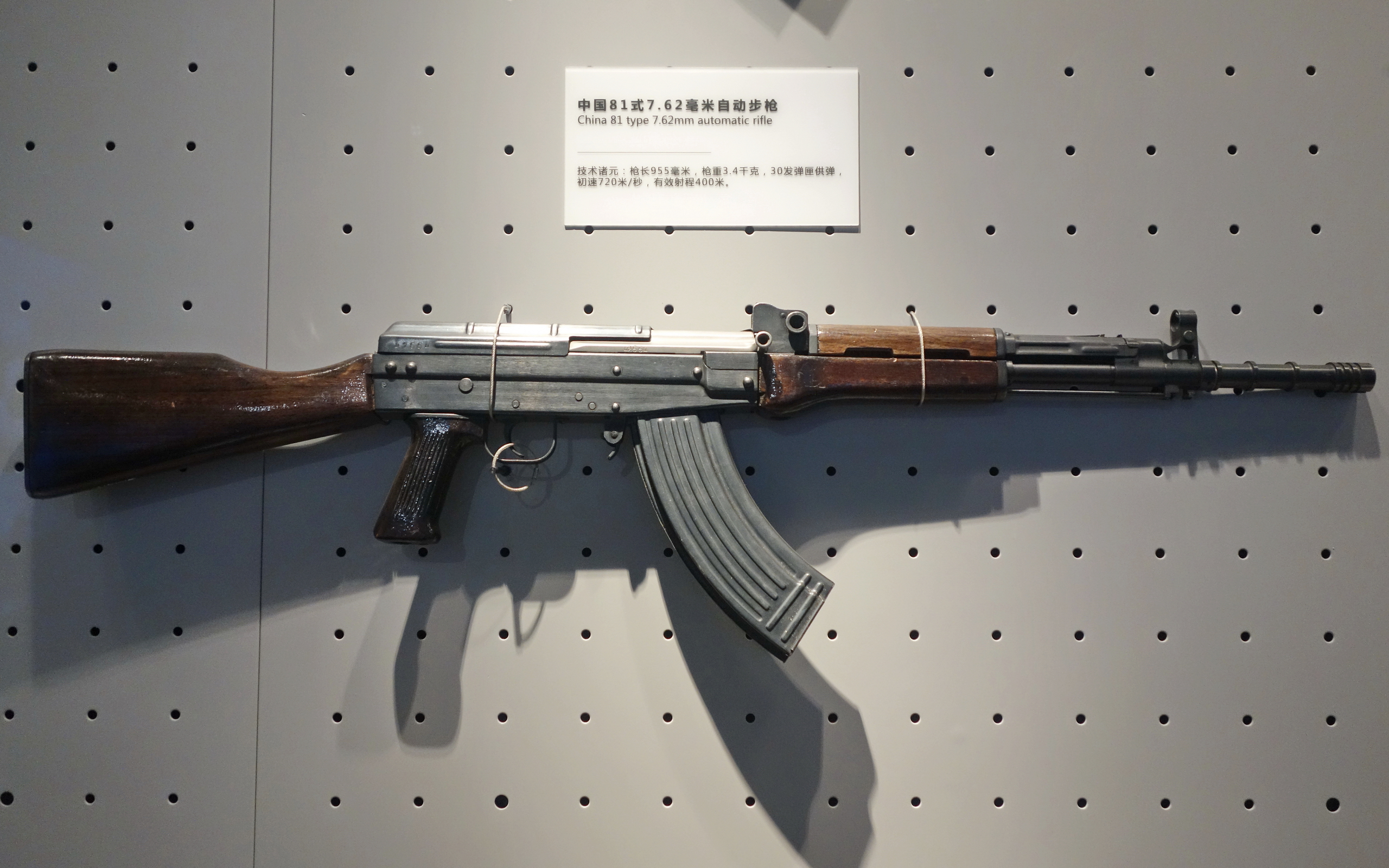
81式自动步枪

據解放軍士兵及部份外國使用者聲稱，81式的单发射击準確度較AK有所提高；连发散布也较AK有明显提高。

### 改進項目
81式具体的改进项目如下：
- 改用短行程活塞导气式自動方式，同时缩短了导气管与枪管之间的间距，以減少連發射击時槍口上跳。
- 增加了机匣的长度，以加大枪机后座行程，减小后座力。
- 加长了枪管长度，并将准星座后移到导气箍的位置，以便发射枪榴弹。
- 增加了枪口消焰制退器，其外径为22mm，与北约制式枪榴弹发射器口径相同。
- 导气装置内增加了气体调节器，以便适应各种的作战环境，一共有三个调节位置：“1”为正常条件下使用；“2”为恶劣环境下使用，射速与后座力会有所增加；“0”为发射枪榴弹时使用，置于“0”位置时该枪不能完成自动装填，射击后必须手动装填。
- 气体调节器可以通过一枚步枪弹的底缘进行调节。
- 增加了無彈後定功能，因此为了与该功能配合，弹匣也有相应的修改（81式的弹匣与AK并不通用），班用机枪只有在使用30发弹匣时才能实现空仓挂机，使用75发弹鼓时不能实现空仓挂机。
- 快慢機設計在左側（类似于M16步枪）、大拇指可撥動，较AK或56式使用方便。
- 由于快慢机位置的变化取消了防尘盖（AK或56式的快慢机兼具防尘盖功能），因为81式的枪机较AK长，能够完全封闭拉机柄让位槽，所以不需要专门设置防尘盖。
- 瞄准具也做了相应的修改，由传统的弧形表尺改为多面轴转轮式表尺，照门上方还增加了封闭式护框，步枪表尺射程确定为500米，班用机枪为600米（班用机枪的照门护框上有一缺口，在射击600米目标时使用这一缺口瞄准）。
- 枪管座与机匣的铆接加强，其连接方式类似于前苏联的RPK班用机枪。
- 机匣采用冲压铆接工艺生产，机匣内的枪机导轨在冲压过程中一次成形。

雖然81式的外型與56式较為相似，但還是有明顯的分別。
首先最明顯的部份是槍口，其次是準星的位向後移，用作安裝榴弹發射器；另外，彈匣與扳機間的空隙較56式長了很多，還有的是將中國人民解放軍以前偏好使用的三棱刺刀，取代為較傳統的刀狀刺刀。這款刺刀还可作匕首和開瓶器使用。

### 缺点
在长期的使用中，81式暴露出一些缺点：
- 由于当初设计时立足于解放军军工企业现有的生产工艺与设备，能够快速大批量生产并保证质量稳定，以应对战争的需要，所以没有采用先进的材料与工艺，该枪加工工艺水平比较落后。
- 由于“过渡性”装备的定位，该枪没有预留进一步改进的余地，全枪没有设计导轨或接口，无法安装瞄准镜和其他附件，使得该枪的性能不能充分发挥。
- 由于受限于AK步枪的整体布局，机匣顶部不便于安装瞄准装置，从而必须采用前置的缺口式照门，加之81式将准星座后移，使得该枪瞄准基线过短，必须经过长期的训练才能打出理想的射击精度。
- 由於取消防塵蓋，因此槍枝暴露結構比AK多出許多，增加了其故障機率

## 衍生型號
與56式相同，81式也是一個槍族。
|          | 81式              | 81-1式              | 81式班用機槍      |
| -------- | ----------------- | ------------------- | ----------------- |
| 總長度   | 955毫米           | 750毫米（槍托摺疊） | 1,004毫米         |
| 口徑     | 7.62毫米          | 7.62毫米            | 7.62毫米          |
| 彈藥     | 7.62×39毫米       | 7.62×39毫米         | 7.62×39毫米       |
| 重量     | 3.50公斤          | 3.40公斤            | 5.15公斤          |
| 有效射程 | 400米             | 400米               | 600米             |
| 出口初速 | 720米／秒         | 720米／秒           | 735米／秒         |
| 發射速率 | 650發／分         | 650發／分           | 720發／分         |
| 供彈方式 | 30發彈匣/75發彈鼓 | 30發彈匣/75發彈鼓   | 30發彈匣/75發彈鼓 |

### 81-1式突擊步槍
81-1式與81式相似，但改用可折叠槍托，其折叠机构源于56-2式。
在解放军士兵中，81-1式一般被俗称“81杠”；实际上解放军中普遍装备的就是81-1式，而非81式。

### 81式班用機槍
81式班用機槍重5.15公斤，槍管較長和重，射击速度較快（700發／分）；能使用標準的30發彈匣及75發的彈鼓。

### 87式自動步槍
87式的原型在80年代末期制定，作為中國人民解放軍新一代小口徑步槍（5.8×42毫米DBP87）的測試平台。

### CS/LR14型自动步枪
81式的自动步枪出口型。

### BD-08自動步槍
孟加拉国授權生產型號。

### OBJ-006自動步槍
尼日利亞授權生產型號。

### M23自動步槍
克欽獨立軍私自仿製型號，質量不詳。
護手、握把和槍托均由軍用綠色聚合物材料製成，護手上有一組散熱孔。由於克欽人身材矮小，故使用呈彎曲形狀槍托。
| 克欽 K09  | 配有黑色或梅花色聚合物塗裝。 |
| 克欽 K010 | 配有綠色聚合物塗裝。         |
| 克欽 K011 | 裝上本土45mm步槍榴彈炮的型號 |

## 采用
81式在1981年開始在中國人民解放軍中服役，曾在兩山戰役使用，但直到80年代尾才廣泛裝備，以取代56式。
目前，解放軍已完成81式步枪的換裝工作，該槍现被95式、03式和QBZ-191所取代。
除了裝備本國軍隊外，81式也有出口到亞非為主的第三世界國家，而在美國可以買到手工比較粗糙的民用版。

## 使用國

81式自動步槍使用國

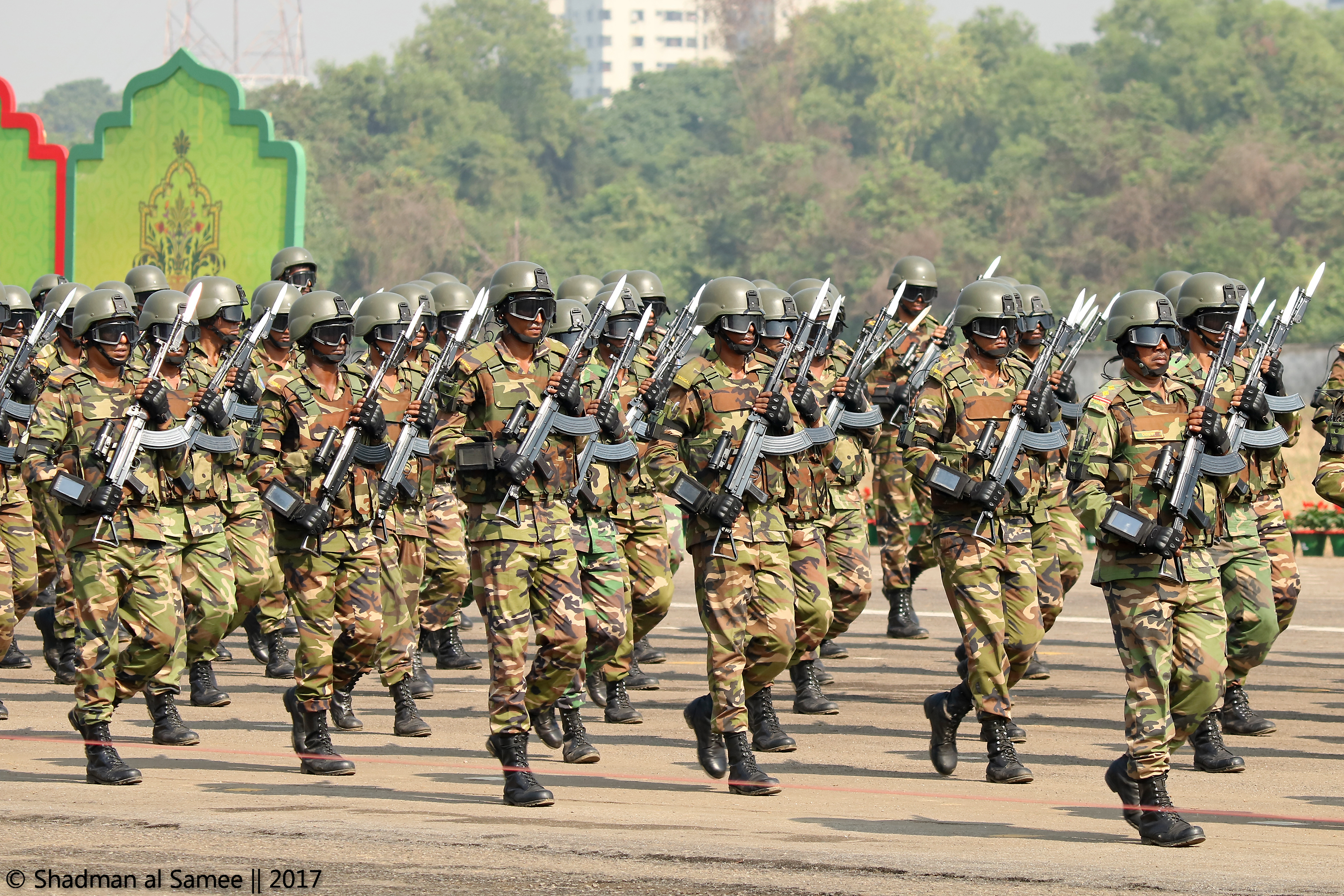
孟加拉軍隊裝備的81式（BD-08）

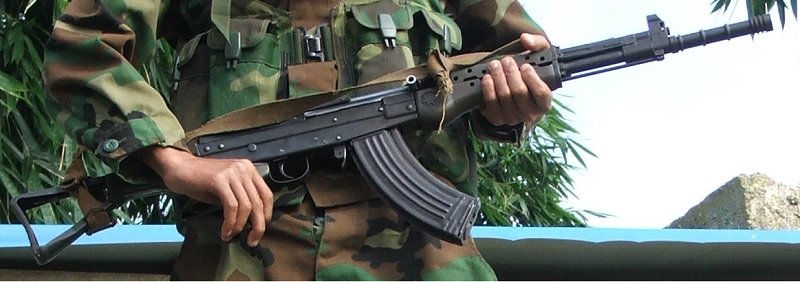
緬甸的武裝組織自行生產的81式仿製型

- 阿尔及利亚
- 柬埔寨
- 中华人民共和国[6]
- [7]
- 刚果民主共和国
- 加彭[8]
- 几内亚[9]
- 伊拉克[10][11]
- [12]
- 馬爾他
- 緬甸[13]
- 尼泊尔
- 尼日尔[14][15]
- 奈及利亞
- 巴基斯坦[16]
- 卢旺达
- 斯里蘭卡[17]
- 苏丹[18]
- 叙利亚[19]
- [20]
- 坦桑尼亚
- 乌干达[21]

### 非國家團體
- 猛虎組織[22]
- 克欽獨立軍[23][24]

- 佤邦聯合軍[25][26]

- 聖靈抵抗軍[27]
- 人民防衛軍[28]
- 聯合民族解放陣線[29]
- 阿薩姆聯合解放陣線[30]
- 伊拉克和沙姆伊斯蘭國[31][32]

## 附註
1. ↑  . web.archive.org. 2023-02-13  [2025-05-16].
2. ↑  Okoroafor, Cynthia. . Ventures Africa. 2015-08-27  [2025-05-16]. （原始内容存档于2023-04-25） （美国英语）.
3. ↑  . web.archive.org. 2023-03-21  [2025-05-16].
4. ↑  . thediplomat.com.   [2025-05-16] （美国英语）.
5. ↑  sina_mobile. . mil.sina.cn. 2020-10-16  [2025-05-16].
6. ↑  Lai, Benjamin. . Bloomsbury Publishing https://books.google.com/books?id=Y06bCwAAQBAJ. 2012-11-20  [2025-05-16]. ISBN 978-1-78096-057-9 （英语）. 缺少或|title=为空 (帮助)
7. ↑  Anders, Holger.  (PDF). Small Arms Survey and United Nations Operation in Côte d'Ivoire. June 2014: 15  [5 September 2018]. ISBN 978-2-940-548-05-7. （原始内容 (PDF)存档于9 October 2018） （法语）.
8. ↑  . DVIDS.   [2025-05-16] （英语）.
9. ↑  . firearmsworld.net. 2005-11-04  [2016-10-19]. （原始内容存档于23 October 2016）.
10. ↑  eastday.com.  [The Brother of the Type 81 Automatic Rifle. 1981 7.62 mm Machine Gun in Use]. eastday.com. 2016-04-26  [2016-10-19]. （原始内容存档于20 October 2016）.
11. ↑  V, Miles. . The Firearm Blog. 2017-02-28  [2018-06-12]. （原始内容存档于12 June 2018）.
12. ↑   [Eternal Type 81-1! This is China's Commonly-held Best Rifle. The US Military is Raging Over its Use. Uncle Hei Agrees.]. eastday.com.   [2016-10-19]. （原始内容存档于20 October 2016）.
13. ↑  Jones, Richard D. Jane's Infantry Weapons 2009/2010. Jane's Information Group; 35th edition (27 January 2009). ISBN 978-0-7106-2869-5.
14. ↑  Bonn International Center for Conversion; Bundeswehr Verification Center. . SALW Guide: Global distribution and visual identification.   [31 August 2018]. （原始内容存档于31 August 2018）.
15. ↑  Savannah de Tessières.  (PDF) (报告). Small Arms Survey: 55. January 2018  [5 June 2018]. ISBN 978-2-940548-48-4. （原始内容 (PDF)存档于12 June 2018） （英语）.
16. ↑  Moss, Matthew. . The National Interest. 2020-07-15  [2021-06-29]. （原始内容存档于December 5, 2022） （英语）.
17. ↑  Moss, Matthew. . War is Boring. 2017-04-25  [2018-06-12]. （原始内容存档于12 June 2018）.
18. ↑  Yan, Timothy G. . The Firearm Blog. 2014-03-24  [2016-04-11]. （原始内容存档于14 July 2014）.
19. ↑  Larson, Caleb. . The National Interest. 24 August 2020.
20. ↑  . web.archive.org. 2016-05-29  [2025-05-16].
21. ↑  . web.archive.org. 2018-08-30  [2025-05-16].
22. ↑  . firearmsworld.net. 2005-11-04  [2016-10-19]. （原始内容存档于23 October 2016）.
23. ↑  V, Miles. . The Firearm Blog. 2017-02-28  [2018-06-12]. （原始内容存档于12 June 2018）.
24. ↑  Miles V. . The Firearms Blog. 2013-01-13  [2018-06-12]. （原始内容存档于12 June 2018）.
25. ↑  . 14 September 2018. （原始内容存档于March 26, 2022）.
26. ↑  . Janes. 2019-04-23  [2021-02-15]. （原始内容存档于2021-02-15）.
27. ↑  Small Arms Survey.  (PDF). . Oxford University Press. 2006: 283  [29 August 2018]. ISBN 978-0-19-929848-8. （原始内容存档于30 August 2018）.
28. ↑  security-risks.com. . kanglaonline.com. Kangla Online. 2015-04-27  [2018-06-06]. （原始内容存档于28 April 2015）.
29. ↑  K Anurag in Guwahati. . rediff.com. Rediff News. 2013-09-24  [2018-06-06]. （原始内容存档于26 September 2013）.
30. ↑  Conflict Armament Research. . conflictarm.com.   [2018-01-09]. （原始内容存档于21 January 2018）.
31. ↑  Miles V. . The Firearms Blog. 2018-04-19  [2018-06-12]. （原始内容存档于12 June 2018）.

## 外部連結
- 81式自動步槍
- world.guns.ru- 81式自動步槍
- 槍炮世界—81式枪族（页面存档备份，存于）